# Tauschthal

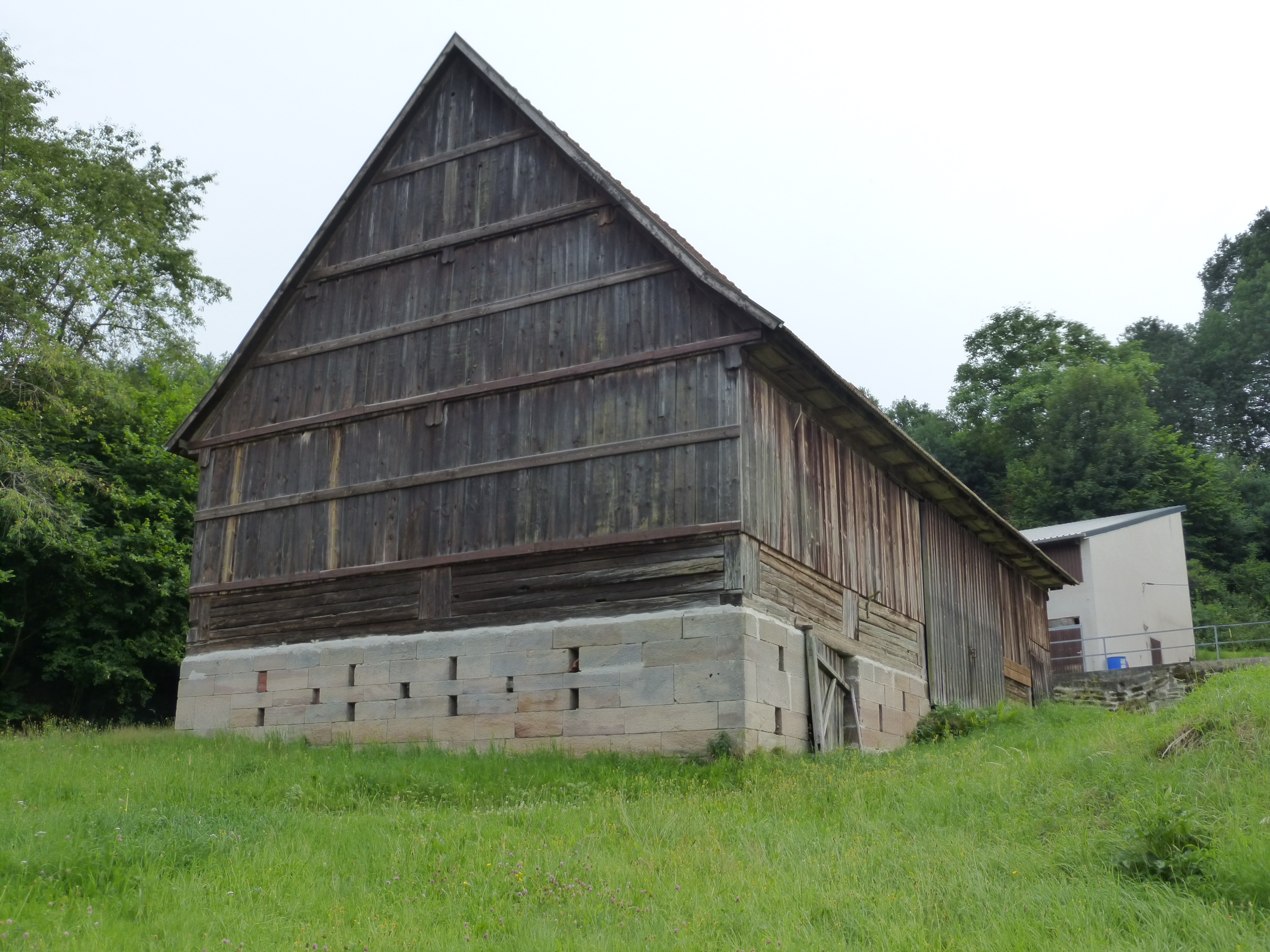
Denkmalgeschützte Scheune

Tauschthal (oberfränkisch: Dausch-dol) ist ein Gemeindeteil der Gemeinde Trebgast im Landkreis Kulmbach (Oberfranken, Bayern). Tauschthal liegt in der Gemarkung Trebgast.

## Geographie
Die Einöde liegt am Forellenbach, der nordwestlich des Ortes als rechter Zufluss in die Trebgast mündet. Im Süden grenzt der Trebgaster Forst an, der auf einer Anhöhe des Obermainischen Hügellandes liegt. Ein Anliegerweg führt 130 Meter nördlich zur Staatsstraße 2183 bei Trebgast.

## Geschichte
Der Ort wurde 1398 als „Tawschenthal“ erstmals urkundlich erwähnt. Das Bestimmungswort ist Duso, der Personenname des Siedlungsgründers.
Tauschthal gehörte zur Realgemeinde Trebgast. Gegen Ende des 18. Jahrhunderts bestand Tauschthal aus 2 Anwesen (1 Hof, 1 öde Tropfhofstatt). Das Hochgericht übte das bayreuthische Stadtvogteiamt Kulmbach aus. Die Grundherrschaft über die beiden Anwesen hatte das Kastenamt Kulmbach.
Von 1797 bis 1810 unterstand der Ort dem Justiz- und Kammeramt Kulmbach. Mit dem Gemeindeedikt wurde Tauschthal dem 1811 gebildeten Steuerdistrikt Trebgast und der 1812 gebildeten gleichnamigen Ruralgemeinde zugewiesen.

### Baudenkmäler
- Zwei zu Haus Nr. 1 zugehörige Scheunen

### Einwohnerentwicklung
| Jahr      | 001818 | 001861 | 001871 | 001885 | 001900 | 001925 | 001950 | 001961 | 001970 | 001987 |
| Einwohner | 14     | 19     | 17     | 20     | 22     | 15     | 20     | 25     | 8      | 6      |
| Häuser    | 2      |        |        | 4      | 4      | 4      | 3      | 4      |        | 2      |
| Quelle    | [ 8 ]  | [ 11 ] | [ 12 ] | [ 13 ] | [ 14 ] | [ 15 ] | [ 16 ] | [ 17 ] | [ 18 ] | [ 1 ]  |

## Religion
Tauschthal ist seit der Reformation evangelisch-lutherisch geprägt und nach St. Johannes (Trebgast) gepfarrt.